# بوب سوانسون
بوب سوانسون (بالإنجليزية: Bob Swanson) هو سائق سيارة سباق ومهندس أمريكي، ولد في 20 أغسطس 1912 في منيابولس في الولايات المتحدة، وتوفي في 12 يونيو 1940 في أوهايو في الولايات المتحدة.